# Issenheim
Issenheim je občina v departmaju Haut-Rhin francoske regije Alzacija.
Leta 1990 je v občini živelo 2 838 oseb oz. 347 oseb/km².